# Арнольдов, Арнольд Аркадьевич
Арно́льд Арка́дьевич Арно́льдов (наст. имя и фамилия — Авраам Израилевич Кессельман, 1893—1939) — руководящий сотрудник ОГПУ-НКВД СССР, начальник особого отдела Полномочного представительства ОГПУ Мо-УНКВД Московской обл., помощник начальника 1-го (Оперативного) отдела ГУГБ НКВД СССР, старший майор государственной безопасности (1935). Расстрелян в 1939 году. Признан не подлежащим реабилитации.

## Биография
Родился в 1893 г. в г. Одесса семье кустаря, брат С. И. Западного и М. А.(И.) Кессельмана. По национальности еврей. Воспитывался 6 лет в сиротском доме имени Бродского, в котором и получил начальное образование. С 13 лет до 21 года работал, из этих 8 лет 3 года маляром. Участник 1-й Мировой войны.
Состоял в РКП(б) с августа 1918 (с 1914 г. до марта 1917 г. член «левого крыла» Бунда). С июля до августа 1918 г. помощник командира бронепоезда «Грозный». Работал в одесском подполье в 1918—1919 гг., затем на подпольной работе в Херсоне, был арестован и 4 месяца находился в заключении в тюрьме у белой контрразведки. С 1919 г. служил в Одесской, Севастопольской, Крымской ЧК (начальник Секретно-оперативной части в 1922—1923 гг.), Ташкенте, Саратовской губернии, Перми. Начальник административно-организационного управления, член правления Комвольного треста в Москве с 1925 до 1926 г. Начальник Секретно-оперативной части Зеравшанского областного отдела ГПУ с февраля 1926 г. до февраля 1927 г., начальник Секретно-оперативной части, заместитель начальника Бухарского окружного отдела ОГПУ с февраля по ноябрь 1927 г., в распоряжении Полномочного представительства ОГПУ по Средней Азии с ноября 1927 г. до марта 1928 г., в резерве Полномочного представительства ОГПУ по Ленинградскому военному округу. В Ленинграде работал помощником начальника отделения, начальником отделения, помощником начальника Контрразведывательного отдела Полномочного представительства ОГПУ Ленинградского военного округа с апреля 1928 г. по июль 1931 г. Затем в Москве помощник, затем начальник особого отдела Полномочного представительства ОГПУ-Управления НКВД Московской области и особого отдела Московского военного округа (1931—1936 гг.). В 1936—1937 гг. помощник начальника Оперативного (с декабря 1936 — 1-го) отдела ГУГБ НКВД СССР. С апреля 1937 в оперативной группе ГУГБ НКВД СССР (во главе с Л. Г. Мироновым) на Дальнем Востоке. Принимал активное участие в «следствии» по «делам участников право-троцкистского подполья», в ч-сти Г. М. Крутова. С июля 1937 г. — начальник дорожно-транспортного отдела (ДТО) НКВД Восточно-Сибирской железной дороги.
Арестован 19 августа 1937 г. Внесен в Список Л.Берии-А.Вышинского от 15.2.1939 г. по 1-й категории, одобренный членами Политбюро ЦК ВКП(б). Приговорен к ВМН ВКВС СССР 10 марта 1939 г. по ст.ст. 58-1"а" («измена Родине»), 58-8 («террор»), 58-11 УК РСФСР («участие в к.-р. антисоветской правотроцкистской организации в органах НКВД»), и расстрелян в тот же день в одной группе осужденных ВКВС СССР, среди которых были коллеги Арнольдова по НКВД Б. А. Бердичевский, Н. В. Емец, А. П. Невский и др. Место захоронения — «могила невостребованных прахов» № 1 крематория Донского кладбища.
26 декабря 2013 г. определением Военной коллегии Верховного суда РФ признан не подлежащим реабилитации.

### Звания
- старший майор государственной безопасности (26.12.1935).

### Награды
- Георгиевские кресты 3-й и 4-й степени, Георгиевская медаль 4-й степени;
- знак «Почётный работник ВЧК/ГПУ» (20.01.1930);
- знак «Почётный работник ВЧК/ГПУ» (08.04.1934);
- знак «7 лет ЧК/ГПУ Крыма» (17.12.1924);
- часы от НКВД СССР (30.06.1936), двумя золотыми часами от Одесской губернской ЧК (1919 и 17.09.1920);
- боевое оружие от ПП ОГПУ ЛВО (11.08.1928).